# Filamento della Lince-Orsa Maggiore

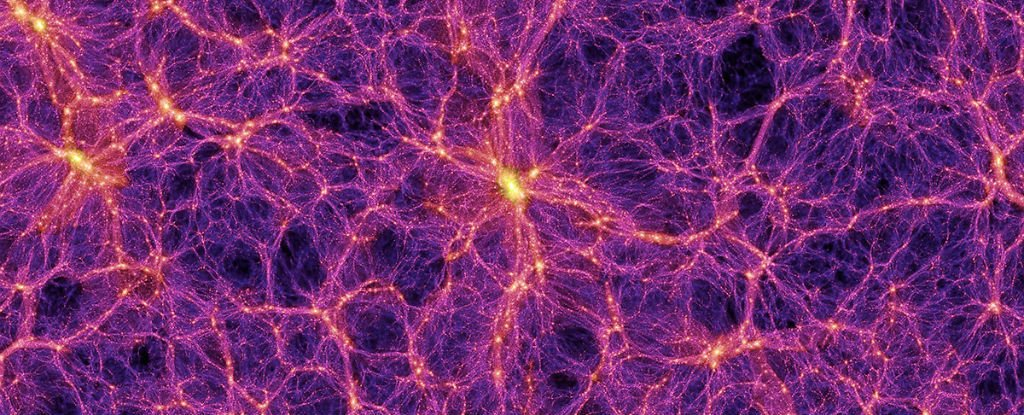
Rappresentazione grafica della struttura a grande scala dell'Universo con superammassi di galassie, vuoti e filamenti di galassie.

Il Filamento della Lince-Orsa Maggiore (LUM Filament) è una struttura a grande scala costituita da un aggregato di galassie e gruppi di galassie disposte in una morfologia filamentosa, situata prospetticamente in una regione dell'Universo compresa tra le costellazioni della Lince e dell'Orsa Maggiore.
Questa struttura è localizzata tra 9h e 10h di A.R. e tra 42° e 48° di Dec, copre un'area di ~90° quadrati, e si estende per una lunghezza di ~60 h-1 Mpc.
L'estremità più distante del filamento si connette con la Grande Muraglia CfA2. 
Va precisato che, sebbene il Superammasso della Lince-Orsa Maggiore ed il Filamento della Lince-Orsa maggiore siano collegati, in realtà sono strutture distinte e che il Superammasso della Lince-Orsa Maggiore ha dimensioni decisamente maggiori.
| Nome          | R.A. (J2000)  | Dec (J2000)  | Tipo     | Redshift (z) | Distanza x 106 anni luce | Nomi alternativi                                           | Immagine |
| ------------- | ------------- | ------------ | -------- | ------------ | ------------------------ | ---------------------------------------------------------- | -------- |
| Markarian 109 | 09h 22m 25.3s | +47° 14′ 40″ | SBm      | 0,030201     | 404                      | CGCG 238-041, MCG+08-17-086, PGC 26531                     |          |
| Markarian 129 | 09h 56m 42.9s | +46° 27′ 40″ | S        | 0,015544     | 215                      | MCG+08-18-044, CGCG 239-042, PGC 28708                     |          |
| NGC 2766      | 09h 08m 47.5s | +29° 51′ 53″ | Sab      | 0,013966     | 196                      | UGC 4801, CGCG 151-014, MCG+05-22-009, PGC 25735           |          |
| NGC 2998      | 09h 48m 43.6s | +44° 04′ 53″ | SAB(rs)c | 0,015958     | 221                      | UGC 5250, CGCG 210-036, MCG+07-20-051, PGC 28196           |          |
| NGC 3009      | 09h 50m 11.1s | +44° 17′ 42″ | Sc       | 0,015564     | 216                      | UGC 05264, CGCG 239-033, MCG+07-20-062, PGC 28303          |          |
| NGC 3135      | 10h 10m 54.4s | +45° 57′ 01″ | S        | 0,024111     | 327                      | UGC 5486, CGCG 240-015, MCG+08-19-007, PGC 29646           |          |
| NGC 3191      | 10h 19m 05.1s | +46° 27′ 15″ | SB(s)bc  | 0,030721     | 412                      | NGC 3192, UGC 5565, CGCG 240-026, MCG+08-19-018, PGC 30136 |          |
| UGC 4829      | 09h 11m 39.7s | +46° 38′ 23″ | S        | 0,014347     | 198                      | Markarian 102, CGCG 238-018, MCG+08-17-053, PGC 25917      |          |
| UGC 4870      | 09h 14m 55.7s | +46° 54′ 11″ | SABcd(r) | 0,014253     | 197                      | CGCG 238-024, MCG+08-17-063, PGC 26082                     |          |
| UGC 5045      | 09h 28m 10.0s | +44° 39′ 53″ | SAB(r)c  | 0,025574     | 345                      | CGCG 238-060, MCG+08-17-104, PGC 26873                     |          |
| UGC 5237      | 09h 47m 20.1s | +46° 36′ 36″ | Scd      | 0,015634     | 216                      | CGCG 239-027, MCG+08-18-031, PGC 28126                     |          |